# Pink Family
Пинк фемили (Pink Family) српска је телевизијска мрежа у власништву Пинк међународне компаније. Са емитовањем је почела 31. октобра 2008. године у 20 часова. Пинк фемили емитује разне ТВ серије стране продукције.